# TJ Jiskra Domažlice
TJ Jiskra Domažlice ist ein tschechischer Fußballklub aus der westböhmischen Stadt Domažlice.

## Vereinsgeschichte

### Anfänge
Der heutige Verein TJ Jiskra ist zurückzuführen auf den ersten in Domažlice gegründeten Fußballklub, den 1908 ins Leben gerufenen SK Šumava. Es folgten diverse Umbenennungen und Fusionen. Der Klub trat meist nur regional in Erscheinung. In den Jahren 1969–1972 spielte die erste Herrenmannschaft dann allerdings höherklassig.

### Neuzeit
Im neuen Jahrtausend machte Jiskra im Jahr 2007 durch den Aufstieg in die vierthöchste tschechische Fußballliga auf sich aufmerksam, gefolgt vom Aufstieg in die dritte tschechische Liga im Jahr 2011, der den Verein überregional bekannt gemacht hat. In der ersten Saison in der ČFL spielte die Mannschaft über nahezu die gesamte Spielzeit im oberen Tabellendrittel mit und belegte am Ende einen 6. Platz. In der darauffolgenden Saison konnte dieses Ergebnis mit einem 4. Platz noch verbessert werden. Am 5. September 2012 machte die Mannschaft durch einen Sieg über den Erstligisten Dynamo Budweis in der 2. Runde des tschechischen Pokals auf sich aufmerksam, schied aber im späteren Achtelfinale gegen den Erstligisten FK Teplice aus.
In der Spielzeit 2013/14 belegte Jiskra Domažlice in der ČFL den achten Rang. In der Saison 2014/15 erreichte das Team nach überraschenden Siegen gegen den Erstligisten FK Dukla Prag und den Zweitligisten FK Pardubice das Achtelfinale des tschechischen Pokals, schied aber dort, wie im Vorjahr, wieder gegen FK Teplice aus. In der Liga wurde der 3. Platz erreicht. Seitdem ist die Mannschaft in der Liga auf vorderen Plätzen zu sehen.

## Saisonergebnisse
- 2009/10: 4. Liga (Divize A) – 8. Platz
- 2010/11: 4. Liga (Divize A) – 1. Platz (Aufstieg)
- 2011/12: 3. Liga (ČFL) – 6. Platz
- 2012/13: 3. Liga (ČFL) – 4. Platz
- 2013/14: 3. Liga (ČFL) – 8. Platz
- 2014/15: 3. Liga (ČFL) – 3. Platz
- 2015/16: 3. Liga (ČFL) – 5. Platz
- 2016/17: 3. Liga (ČFL) – 9. Platz
- 2017/18: 3. Liga (ČFL) – 4. Platz
- 2018/19: 3. Liga (ČFL) – 5. Platz